# Nadia Ferreira
Nadia Tamara Ferreira-Muñiz (Villarrica, Guairá, Paraguay; 10 de mayo de 1999) es una modelo paraguaya. Fue designada Miss Universo Paraguay 2021 y representó al Paraguay en el Miss Universo 2021, quedando como primera finalista.  
Ferreira fue coronada como  Miss Teen Universe Paraguay 2015 y se ubicó como la tercera finalista en Miss Teen Universe 2015.
Como modelo, Ferreira comenzó su carrera a los 13 años y obtuvo reconocimiento en 2017, luego de ser seleccionada para caminar en el desfile O / W 2018 de Custo Barcelona en la Semana de la Moda de Nueva York. Desde entonces ha aparecido en Harper's Bazaar, Cosmopolitan, L'Officiel y Robb Report Singapore.

## Trayectoria profesional

### Modelaje
Como modelo obtuvo el reconocimiento por primera vez en 2018, luego de ser seleccionada para el desfile O / W 2018 de Custo Barcelona en la Semana de la Moda de Nueva York. Desde entonces ha aparecido en Harper's Bazaar, Cosmopolitan, L'Officiel y Robb Report Singapore.
Ferreira apareció en un comercial de Patrol Jeans y otras campañas publicitarias.
También participó en varios desfiles, incluida la Semana de la Moda de Nueva York, creando un alboroto en los medios locales e internacionales tanto de partidarios como de críticos.
También ha desfilado en el Arab Fashion Week en Doha, Catar como también otros desfiles de moda en Milán, Santiago, París, Brasil, Uruguay y Paraguay.
En 2018, firmó con la agencia de modelos Wilhelmina, famosa por modelos como Nicki Minaj, Demi Lovato y Nick Jonas. Apareció en la fotografía editorial de Gettyimages.
En marzo del 2019, publicó una nueva foto en su cuenta de Instagram anunciando que había sido seleccionada para aparecer en Cosmo Fashion Night en la Ciudad de México. En la foto, se la ve caminando cerca de los mariachis.
Es la modelo mejor pagada de Paraguay.

### Televisión
Ferreira se convirtió en una celebridad local luego de su participación en el programa Parodiando de Telefuturo en el 2015, en el que los participantes imitan a cantantes famosos, como Taylor Swift y Violetta.

### Concursos de belleza
En 2015, Ferreira representó a Guairá en Miss Teen Universe Paraguay 2015 y finalmente ganó el título. Ella representa a su país en Miss Teen Universe 2015 que se llevó a cabo en Guatemala y se ubicó como la tercera finalista. El 31 de agosto de 2021, Ferreira fue nombrada Miss Universo Paraguay 2021. Al final del evento, sucedió a la saliente Miss Universo Paraguay 2020, Vanessa Castro. Ferreira luego representó a Paraguay en el certamen de Miss Universo 2021 en Eilat, Israel, colocándose como la primera finalista, la posición más alta que ha tenido su país en la historia del certamen.

## Vida personal
Desde finales de 2018 hasta principios de 2020 mantenía un noviazgo con el empresario paraguayo Omar Castorino Montanaro, nieto del entonces ministro del Interior durante el régimen del dictador Alfredo Stroessner, Sabino Augusto Montanaro.
Contrajo nupcias con el popular cantante Marc Anthony. La pareja se casó en una boda celebrada en el Pérez Art Museum, en Miami, con David Beckham, Maluma y Romeo Santos 
como padrinos de los novios, el 28 de enero del 2023. El 14 de febrero del 2023, celebrando juntos el Día de San Valentín, anunciaron en sus cuentas de Instagram que están esperando su primer hijo en común, el séptimo del cantante puertorriqueño y el primero de la modelo paraguaya. El 17 de junio de 2023 se hizo público el nacimiento de su hijo.

## Apariciones en la Semana de la Moda
- Semana de la moda de Nueva York[23]
- Semana de la Moda de Milán[24]
- Semana de la Moda de París[25]
- Semana de la Moda de Santiago[26]
- Semana de la Moda de Catar[27]
- Semana de la Moda de Asunción